# Niafles
 (novembre 2009).
Niafles est une commune française, située dans le département de la Mayenne en région Pays de la Loire, peuplée de 347 habitants.
La commune fait partie de la province historique de l'Anjou (Haut-Anjou).

## Géographie
Niafles est située dans le sud-Mayenne, à 4 km de Craon dans le canton de Château-Gontier (24 km) et à 32 km de Laval.
« Schistes précambriens. Un petit lambeau de graviers à galets de quartz, au nord du bourg (la Bousculière). ». Petit territoire arrondi autour d'un bourg central, dont les plateaux atteignent 80 mètres, bordé au nord-ouest puis traversé d’ouest en est par l’Uzure, affluent de l'Oudon, qui coule à une altitude d’environ 40 mètres.

### Climat
Pour des articles plus généraux, voir Climat des Pays de la Loire et Climat de la Mayenne.
En 2010, le climat de la commune est de type climat océanique altéré, selon une étude du CNRS s'appuyant sur une série de données couvrant la période 1971-2000. En 2020, Météo-France publie une typologie des climats de la France métropolitaine dans laquelle la commune est exposée à un climat océanique et est dans la région climatique  Bretagne orientale et méridionale, Pays nantais, Vendée, caractérisée par une faible pluviométrie en été et une bonne insolation. 
Pour la période 1971-2000, la température annuelle moyenne est de 11,5 °C, avec une amplitude thermique annuelle de 13,7 °C. Le cumul annuel moyen de précipitations est de 694 mm, avec 11,8 jours de précipitations en janvier et 6,3 jours en juillet. Pour la période 1991-2020, la température moyenne annuelle observée sur la station météorologique de Météo-France la plus proche, sur la commune de Ballots à 6 km à vol d'oiseau, est de 11,8 °C et le cumul annuel moyen de précipitations est de 782,1 mm,. Pour l'avenir, les paramètres climatiques de la commune estimés pour 2050 selon différents scénarios d'émission de gaz à effet de serre sont consultables sur un site dédié publié par Météo-France en novembre 2022.

## Urbanisme

### Typologie
Au 1er janvier 2024, Niafles est catégorisée commune rurale à habitat dispersé, selon la nouvelle grille communale de densité à sept niveaux définie par l'Insee en 2022.
Elle est située hors unité urbaine. Par ailleurs la commune fait partie de l'aire d'attraction de Craon, dont elle est une commune de la couronne,. Cette aire, qui regroupe 9 communes, est catégorisée dans les aires de moins de 50 000 habitants,.

### Occupation des sols
L'occupation des sols de la commune, telle qu'elle ressort de la base de données européenne d’occupation biophysique des sols Corine Land Cover (CLC), est marquée par l'importance des territoires agricoles (96,2 % en 2018), en diminution par rapport à 1990 (99,9 %). La répartition détaillée en 2018 est la suivante : 
terres arables (76,6 %), prairies (19,1 %), zones urbanisées (3,7 %), zones agricoles hétérogènes (0,5 %), espaces verts artificialisés, non agricoles (0,1 %). L'évolution de l’occupation des sols de la commune et de ses infrastructures peut être observée sur les différentes représentations cartographiques du territoire : la carte de Cassini (XVIIIe siècle), la carte d'état-major (1820-1866) et les cartes ou photos aériennes de l'IGN pour la période actuelle (1950 à aujourd'hui).

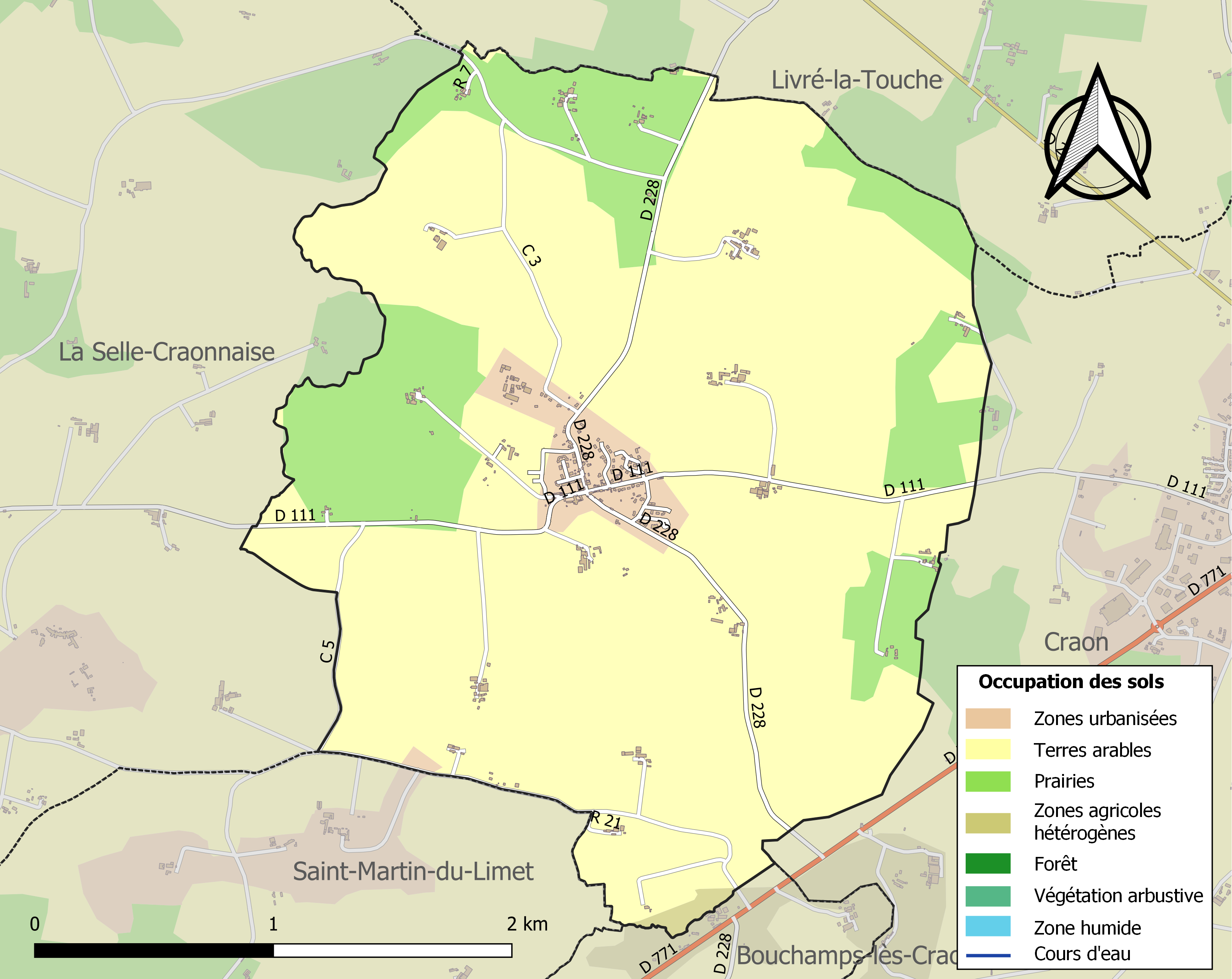
Carte des infrastructures et de l'occupation des sols de la commune en 2018 (CLC).

## Toponymie
Niafles correspond à un type toponymique germanique commun au nord-ouest de la France : Neaufles-Auvergny, Neauphle-le-Château, Neauphe-sur-Dive, etc. recensées par Albert Dauzat et Charles Rostaing. Il est issu des termes germaniques niuwe, nivi « neuf, nouveau » et alach « temple », d'où le sens global de « nouveau temple ».
Ces toponymes correspondent à des lieux de cultes possibles de la religion primitive des Francs, restés païens.
Certains secteurs de la Mayenne sont marqués par la présence de toponymes germaniques (cf. Hardanges, le Horps, le Ham, Hambers, etc.), presque inconnus en Ille-et-Vilaine voisine.

## Histoire

### Moyen Âge
Sous l’Ancien Régime, la commune faisait partie du fief de la baronnie angevine de Craon, dépendait de la sénéchaussée principale d'Angers et du pays d'élection de Château-Gontier.

Armes des Lantivy : D’azur, à 8 billettes d’or, 3, 3, 2, 2 et 1, au canton de gueules chargé d’une épée d’argent.

Pierre de Lantivy, demeurant à la Lande de Niafles, présenta ses preuves de noblesse en 1667, affirmant qu'il « restoit seul de son nom et armes, avec ses enfants », et qu'il portait : de gueules à l'épée d'argent en pal, la pointe en bas.

La seigneurie paroissiale, à laquelle resta attaché le patronage effectif de la cure, appartenait probablement dès l'origine et certainement depuis le XVIIe siècle aux seigneurs de la Lande de Niafles et se trouvait dans la mouvance de la baronnie de Craon.
Le 10 mai 1428, les paroissiens, par l'intermédiaire de Guillaume Doulxamy, Jean Sourfait, Robin Boessel et Jean Guillier, traitent avec Georges de La Trémoille « pour avoir seureté et toute abstinence de guerre avec les Angloys et leurs alliés ».

### Époque moderne (XVIe,XVIIeetXVIIIesiècles)
Localités de noms anciens : Grugé, Grez, Malaunay, la Teillaie, la Touche, le Teil.
Les habitants se révoltent à nouveau, René Guynoiseau, prêtre, à leur tête, contre Jean Louyn, sergent royal, qui venait le 26 juillet 1511 pour les contraindre à faire le guet au château de Craon.
Sans compter la part commune qu'ils eurent aux désastres du Craonnais pendant les troubles de la minorité de Louis XIII, et malgré les poteaux et les panonceaux aux armes du prince de Condé et la sauvegarde qu'il leur donnait contre « tous gens de guerre de quelque langue qu'ils soient », ou plutôt même à cause de leur dépendance du prince révolté, les habitants eurent la visite soit des Vendômistes, soit des troupes du roi commandées par le maréchal du Boisdauphin.
Le capitaine de Vains arriva à Niafle le dimanche gras 1616 à deux heures la nuit et n'en partit que le mardi à midi ; le sieur de Franqueville y logea du lundi de la Quasimodo à deux heures jusqu'au vendredi à midi.
Épidémie[Quoi ?]  de juillet à septembre 1639.
Françoise-Catherine Belocier de Vallière, fonda une école à Niafles en 1714, qui subsiste au moins jusqu’au début du XXe siècle.

### Révolution française
Le 3 avril 1796, combat contre les Chouans ; deux gardes territoriaux de Craon sont tués.

## Religion

### Paroisse
La paroisse était anciennement du diocèse d'Angers, de l'archidiaconé d’Outre-Maine et du doyenné de Craon, réunie au diocèse du Mans par le Concordat ; érigée en succursale par décret du 5 nivôse an XIII, de l'archiprêtre de Château-Gontier et du doyenné de Craon.
Depuis 1997 et la réforme des paroisses du diocèse de Laval, le village de Niafles fait partie de la paroisse Saint-Clément-du-Craonnais.
En 2007, une controverse a opposé des catholiques traditionalistes à la mairie et au diocèse qui souhaitaient leur départ,.

## Population et société

### Démographie
L'évolution du nombre d'habitants est connue à travers les recensements de la population effectués dans la commune depuis 1793. Pour les communes de moins de 10 000 habitants, une enquête de recensement portant sur toute la population est réalisée tous les cinq ans, les populations de référence des années intermédiaires étant quant à elles estimées par interpolation ou extrapolation. Pour la commune, le premier recensement exhaustif entrant dans le cadre du nouveau dispositif a été réalisé en 2007.
En 2022, la commune comptait 347 habitants, en évolution de +0,58 % par rapport à 2016 (Mayenne : −0,73 %, France hors Mayotte : +2,11 %).
| 1793 | 1800 | 1806 | 1821 | 1831 | 1836 | 1841 | 1846 | 1851 |
| ---- | ---- | ---- | ---- | ---- | ---- | ---- | ---- | ---- |
| 443  | 431  | 471  | 337  | 410  | 415  | 442  | 487  | 455  |

| 1856 | 1861 | 1866 | 1872 | 1876 | 1881 | 1886 | 1891 | 1896 |
| ---- | ---- | ---- | ---- | ---- | ---- | ---- | ---- | ---- |
| 452  | 436  | 415  | 418  | 429  | 415  | 422  | 402  | 416  |

| 1901 | 1906 | 1911 | 1921 | 1926 | 1931 | 1936 | 1946 | 1954 |
| ---- | ---- | ---- | ---- | ---- | ---- | ---- | ---- | ---- |
| 383  | 382  | 371  | 322  | 319  | 295  | 290  | 276  | 301  |

| 1962 | 1968 | 1975 | 1982 | 1990 | 1999 | 2006 | 2007 | 2012 |
| ---- | ---- | ---- | ---- | ---- | ---- | ---- | ---- | ---- |
| 308  | 272  | 250  | 281  | 318  | 287  | 295  | 296  | 331  |

| 2017 | 2022 | - | - | - | - | - | - | - |
| ---- | ---- | - | - | - | - | - | - | - |
| 350  | 347  | - | - | - | - | - | - | - |

## Lieux et monuments

### Église Saint-Martin
L'ancienne église, remplacée à la fin du XIXe siècle, placée sous le vocable de saint Martin de Tours, ne comprenait primitivement qu'une nef et un chœur en abside et avait été augmentée aux XVIIe siècle et XVIIIe siècles de deux chapelles formant transept, et d'un petit clocher au centre. Deux petites fenêtres romanes existaient, l'une au midi, l'autre au nord. On a reconnu en le démolissant que le chœur reposait sur un massif en pierres sèches.
La chapelle de la Vierge, dont la construction fut offerte par Pierre de Lantivy, sieur de la Lande, et feu René Lemanceau, curé, fut bénite en 1641. M. Cordon, curé, fit bâtir à ses frais la chapelle Sainte-Catherine, abattre le mur entre le chœur et la sacristie, et construire une voûte par François Legeay, maitre-maçon, en 1701. En 1705, il fit repaver l'église en blocs achetés au Bourg-Philippe, remplaça la table de l'autel Sainte-Catherine, ouvrit une porte à côté et mit dans la chapelle un tableau « où sont », dit-il, « sainte Catherine d'Alexandrie, saint Sébastien, saint Blaise et sainte Emérance, parce que l'on a particulière dévotion et voyage dans cette église à ces saints ». On mentionne aussi un autel de saint Jean-Baptiste en 1628.
En 1712, « les architectes » posent les fondements du grand autel nouveau tout au fond du chœur. Depuis la Révolution, les deux chapelles étaient dédiées à la Vierge Marie et à saint Sébastien. Un fragment de vitrail représentant la Vierge à la chaise est remonté dans une fenêtre de la sacristie.
- La chapelle de Sainte-Catherine, fondée en 1542 par Élie Lallier, curé, augmentée par René Gouin, le 11 juillet 1669, et desservie d'abord dans la chapelle de la Cruardière ; parmi les chapelains : François Trochon, 1652 ; André-Louis Ferron, vicaire, 1789 ;
- La chapelle de la Pommeraie, fondée par René de la Chesnaye, le 25 novembre 1500 titulaire en 1641 René Bellanger.

L'église actuelle, de style ogival du XIIIe siècle, construite sur l'emplacement du transept de l'ancienne, est intérieurement décorée d'arcatures. Elle a été bénite en 1885 et consacrée le 22 juin 1893.

## Sources
- Altitudes, coordonnées, superficie : répertoire géographique des communes 2012 (site de l'IGN, téléchargement du 24 octobre 2013)
- « Niafles », dans Alphonse-Victor Angot et Ferdinand Gaugain, Dictionnaire historique, topographique et biographique de la Mayenne, Laval, A. Goupil, 1900-1910 [détail des éditions] (BNF 34106789, présentation en ligne), t. I.
- Registre paroissial depuis 1602 ;
- Archives départementales de la Mayenne, B. 2.663, 2.065, 2.972, 2.976, 2.981, 2.991, 2.993, 3.001. 3.004, 3.013, 3.016, 3.065, 3.066 ;
- Archives départementales de Maine-et-Loire, E. 1.635 ;
- Archives départementales d'Indre-et-Loire, C. 408 ;
- A. Joubert, Baronnie de Craon, p. 435, 572, 573 ;
- Revue d'Anjou, t. I, p. 314 ;
- D. de Bodard, Chroniques craonnaises, p. 368, 543 ;
- Lemesle, note manuscrites  ;
- Affiches d'Angers, 17 janvier 1783.
- Altitudes, coordonnées, superficie : IGN[25].